# Радио и телевидение Словакии
«Радио и телевидение Словакии» (словац. Rozhlas a televízia Slovenska, RTVS) — государственная организация Словакии, осуществлявшая теле- и радиовещание. Образована 1 января 2011 года после объединения Словацкого радио и Словацкого телевидения.

## Телеканалы

### Общенациональные телеканалы общей тематики
- Jednotka — информационно-развлекательный
- Dvojka — развлекательно-информационный
- 24[словац.] — круглосуточный информационный
- Šport[словац.] — спортивный

Доступны во всех регионах Словакии через эфирное (цифровое (DVB-T) на ДМВ, ранее — аналоговое (PAL, ещё более ранее SECAM) на МВ и ДМВ), кабельное, спутниковое телевидение, IPTV на 1-м и 2-м телеканале, а также через Интернет.
В 2008—2011 годах также вещал канал Trojka. Фактически его место в 2022 году занял созданный канал 24.
1 июля 2024 года Радио и телевидение Словакии претерпело очередную реорганизацию: на его основе была создана новая структура под названием «Словацкое телевидение и радио» (Slovenská televízia a rozhlas, STVR).

## Радиостанции

### Общенациональные радиостанции общей тематики
- Rádio Slovensko[словац.] (SRo1) — общая
- Rádio Regina[словац.] (SRo2) — разделяется на три малые радиостанции в Братиславе, Банской-Бистрице и Кошице
- Rádio Devín[словац.] (SRo3) — культура
- Rádio _FM[словац.] (SRo4) — молодёжная
- Rádio Patria[словац.] (SRo5) — осуществляет своё вещание на венгерском языке и является крупнейшей радиостанцией Словакии, вещающей не на словацком языке.

Доступны во всех районах Словакии через эфирное радиовещание (цифровое (DAB) на МВ и аналоговое на УКВ (УКВ CCIR, ранее — УКВ OIRT), эфирное (цифровое (DVB-T) на ДМВ), кабельное, спутниковое телевидение, IPTV, а также через Интернет, ранее — также через проводное радиовещание.

### Международные радиостанции
- Rádio Slovakia International[словац.] (SRo6), сеть круглосуточных радиостанций и радиоблоков на:
  - словацком
  - английском
  - немецком
  - французском
  - испанском и
  - русском языках.

До 2011 года радиостанция вещала на коротких волнах. Доступна во всём мире через спутниковое телевидение, эфирное телевидение (цифровое (DVB-T) на ДМВ в Словакии) и Интернет (подкасты, на словацком языке — потоковое вещание).
RSI — Radio Slovakia International. Ведет радиовещание с 1993 года. Русскоязычный сайт http://rursi.rtvs.sk/ .

### Тематические общенациональные радиостанции
- Rádio Klasika[словац.] (SRo7) — классическая музыка. Вещала с 15 июля 2009 по 1 февраля 2016 года, заменена Rádio Pyramída[словац.].
- Rádio Litera[словац.] (SRo8) — драма
- Rádio Junior[словац.] (SRo9) — для детей до 10 лет
- Rádio Pyramída[словац.] — пять блоков (публицистика, классическая музыка, юмор, фольклор/поп, литература/драматургия)

Доступны во всех районах Словакии через эфирное радиовещание (цифровое (DAB) на МВ) и Интернет.

## RTVS в Интернете
- Сайт rtvs.sk на словацкой, страница Rádio Slovakia International[словац.] (SRo6) на словацком и других языках
- Страница RTVSOfficial на Youtube
- Страница RTVS в Facebook
- Страницы Rádio Slovakia International[словац.] (SRo6) в Facebook на словацком и других языках
- Страница RTVS в Twiiter

## Управление и финансирование
Высший орган — Совет RTVS (Rada RTVS), избирается Национальным советом, высшее должностное лицо — генеральный директор (generálny riaditeľ), избирается Национальным советом. Финансирование осуществляется за счёт доходов от рекламы, финансовой поддержки правительства и дополнительных ежемесячных доходов от лиц, у которых установлены дома энергосчётчики, и некоторых организаций. Входит в Европейский вещательный союз и является акционером Euronews. Вещание идёт из Братиславского радиодома (Мытная улица, 1), местные радиопередачи из Банско-Быстрицкой и Кошицкой радиостудий.

## Награды
- Почётная грамота Правительства Российской Федерации (22 сентября 2012 года) — за большой вклад в сохранение русского языка и культуры, а также в дело консолидации соотечественников за рубежом[5].